# ناوشکن کلاس رستیگوچ
دیسترویر کلاس رستیگوچ (به انگلیسی: Restigouche-class destroyer) یک کلاس از کشتی است که طول آن ۳۶۶ فوت (۱۱۱٫۶ متر) می‌باشد.